# Jan Miłosz
Jan Miłosz – polski historyk, dr hab. nauk humanistycznych, adiunkt Instytutu Historii Wydziału Historii Uniwersytetu im. Adama Mickiewicza w Poznaniu.

## Życiorys
W 1988 ukończył studia historyczne na Uniwersytecie im. Adama Mickiewicza, 11 kwietnia 1994 obronił pracę doktorską Rada Narodowa miasta Poznania w latach 1945 - 1973. Organizacja, kompetencje działalność, 5 marca 2019  habilitował się na podstawie pracy zatytułowanej Władze komunistyczne wobec legalnych i nielegalnych związków wyznaniowych działających w Polsce w latach 1944-1989. Pracował w Instytucie Pamięci Narodowej – Komisji Ścigania Zbrodni przeciwko Narodowi Polskiemu, a także w Naczelnej Dyrekcji Archiwów Państwowych.
Został zatrudniony na stanowisku adiunkta w Instytucie Historii na Wydziale Historii Uniwersytetu im. Adama Mickiewicza w Poznaniu.